# Susanne Dobler
Susanne Dobler (geboren 1956) ist eine deutsche Zoologin mit dem Schwerpunkt Molekulare Evolutionsbiologie. Sie ist Professorin an der Universität Hamburg und war von 2015 bis 2016 Präsidentin der Deutschen Zoologischen Gesellschaft. Ihr Forschungsschwerpunkt liegt in der Evolution von Abwehrmechanismen von Nahrungspflanzen gegenüber phytophagen Insekten.

## Leben und Werk
Susanne Dobler absolvierte ihr Biologiestudium von 1983 bis 1990 an der Universität Erlangen-Nürnberg und erlangte ihr Diplom mit einer Arbeit bei Otto von Helversen. Danach ging sie an die Universität Basel und schrieb ihre Doktorarbeit bei Martine Rowell-Rahier und arbeitete dort unter anderem an der chemischen Ökologie und der Produktion von Cardenoliden und Pyrrolizidinalkaloiden von Blattkäferlarven in Abhängigkeit von den Abwehrmechanismen der Nahrungspflanzen. Als Postdoktorandin wechselte sie zuerst 1993 an die Université libre de Bruxelles in die Arbeitsgruppe von Jaques M. Pastells und anschließend von 1994 bis 1995 an die University of Colorado in die Arbeitsgruppe von Brian D. Farrell und M. D. Bowers. Gemeinsam mit Farrell arbeitete sie an der Nahrungspflanzenwahl nahe verwandter Blattkäferarten und der Coevolution zwischen Pflanzen und phytophagen Blattkäfern.
Von 1996 bis 2002 war Dobler Hochschulassistentin am Institut für Biologie an der Universität Freiburg, wo sie 2000 auch habilitiert wurde. Sie blieb bis 2003 als Hochschuldozentin in Freiburg und wurde danach zur Professorin für Molekulare Evolutionsbiologie an der Universität Hamburg berufen. Neuere Arbeiten beschäftigen sich weiterhin mit der chemischen Abwehrreaktion von Pflanzen auf phytophage Insekten wie Wanzen und Käfer.
Susanne Dobler war seit 2011 im Vorstand der Deutschen Zoologischen Gesellschaft aktiv und von 2015 bis 2016 Präsidentin der Gesellschaft als Nachfolgerin von Constance Scharff.

## Belege
1. ↑  S. Dobler, M. Rowell-Rahier: Production of cardenolides versus sequestration of pyrrolizidine alkaloids in larvae of Oreina species (Coleoptera, Chrysomelidae). In: Journal of Chemical Ecology 20, 1994, S. 555–568. doi:10.1007/BF02059597.
2. ↑  S. Dobler, B. D. Farrell: Host use evolution in Chrysochus milkweed beetles: evidence from behaviour, population genetics and phylogeny. In: Molecular Evolution 8, 1999, S. 1297–1307.
3. ↑  Susanne Dobler auf der Homepage der Universität Hamburg; abgerufen am 11. Mai 2020.
4. ↑  S. Dobler, S. Dalla, V. Wagschal, A. A. Agrawal: Community-wide convergent evolution in insect adaptation to toxic cardenolides by substitutions in the Na,K-ATPase. In: Proceedings of the National Academy of Sviences USA 109 (32), 2012, S. 13040–13045. doi:10.1073/pnas.1202111109.
5. ↑  G. Petschenka, S. Fandrich, N. Sander, V. Wagschal, M. Boppré, S. Dobler: Stepwise evolution of resistance to toxic cardenolides via genetic substitutions in the Na+/K+-ATPase of milkweed butterflies (lepidoptera: Danaini). In: Evolution 67, 2013, S. 2753–2761. doi:10.1111/evo.12152.
6. ↑  C. Bramer, S. Dobler, J. Deckert, M. Stemmer, G. Petschenka: Na+/K+-ATPase resistance and cardenolide sequestration: basal adaptations to host plant toxins in the milkweed bugs (Hemiptera: Lygaeidae: Lygaeinae). In: Proceedings of the Royal Society B: Biological Sciences 282 (1805), 2015. doi:10.1098/rspb.2014.2346.
7. ↑  Vorstand der Deutschen Zoologischen Gesellschaft - Übersicht auf den Seiten der Deutschen Zoologischen Gesellschaft; abgerufen am 11. Mai 2020.